# Felsőricsó

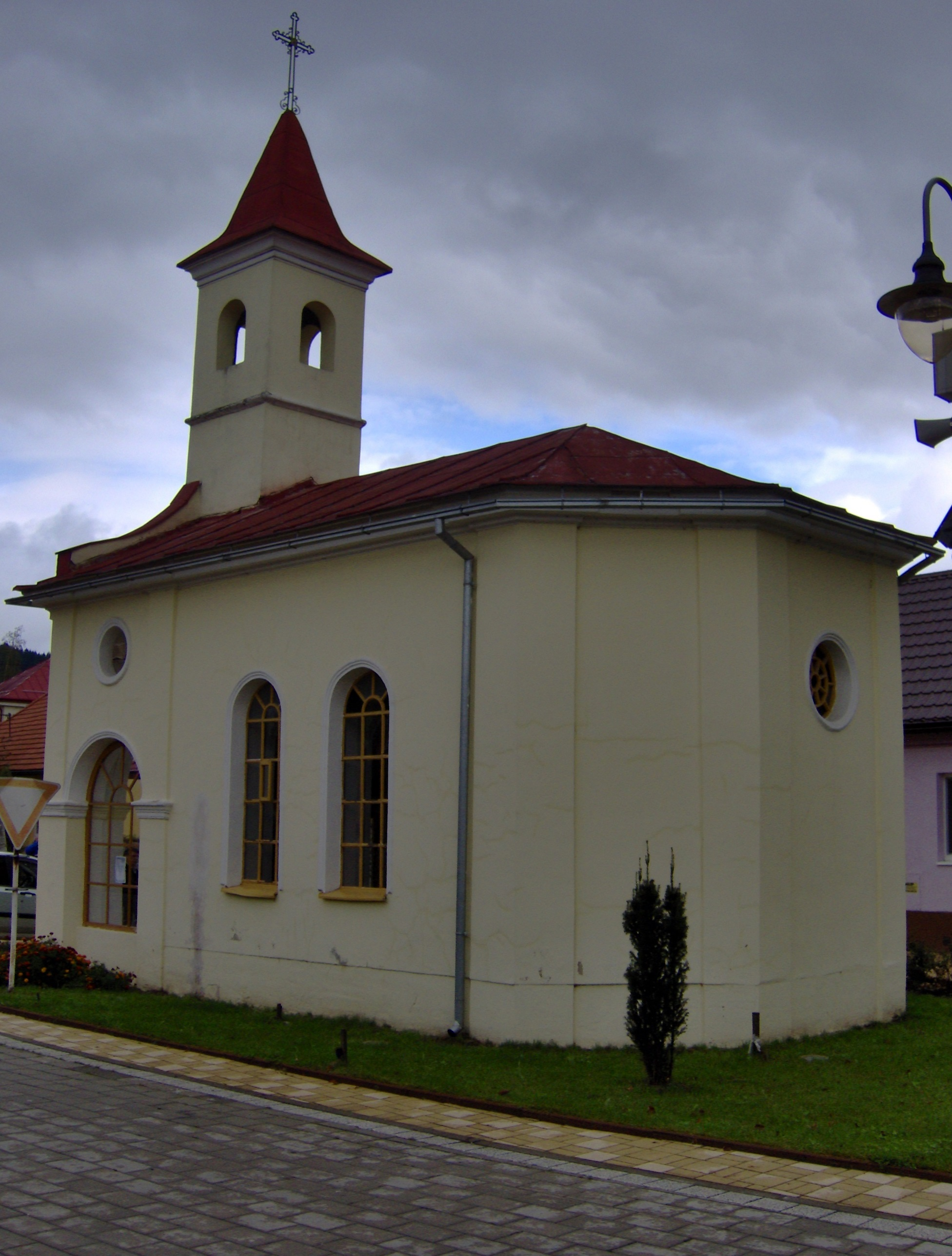
Felsőricsói kápolna

Felsőricsó (1899-ig Felső-Hricsó, szlovákul Horný Hričov) község Szlovákiában, a Zsolnai kerületben, a Zsolnai járásban.

## Fekvése
Zsolnától 5 km-re északnyugatra a Vág bal partján fekszik, Alsóricsó közelében.

## Története
1208-ban „Rizoi” alakban említik először, kezdetben Hricsó várának tartozéka és szolgálófaluja volt. Későbbi története a közeli Zsolna várossal áll szoros kapcsolatban. Lakói a zsolnai vásárokon adták el portékáikat, a város részére utakat, hidakat építettek és javítottak. Cserébe padig vámmentességet élveztek.
1282-ben „Superior Herichou”, 1469-ben „Felsew Rihcho” néven szerepel. Ricsó várának uradalmához tartozott, később a nagybiccsei váruradalom része volt. 1598-ben 18 háza állt. 1720-ban 12 adózója volt. 1784-ben 63 házában 85 családban 374 lakos élt.
A 18. század végén Vályi András így ír róla: „Alsó, Felső, és Podhrágy Hricsó. Tót faluk Trentsén Várm. földes Urok H. Eszterházy Uraság, lakosaik katolikusok, fekszenek Vág vize mellett, Zolnához 1 mértföldnyire, Podhrágynak szomszédságában, földgyeik a’ síkon termékenyek, legelőjök jó, fájok van elég, piatzozások közel.”
1828-ban 61 háza és 487 lakosa volt. Lakói mezőgazdasággal, állattartással, erdei munkákkal foglalkoztak.
Fényes Elek 1851-ben kiadott geográfiai szótárában így ír a faluról: „Hrissó (Felső), tót falu, Trencsén vmegyében, a Vágh bal partján, a Sziléziába vivő országutban 488 kath. lak. F. u. h. Eszterházy.”
A trianoni békéig Trencsén vármegye Vágbesztercei járásához tartozott.
Ezután a falu kétszer is leégett, 1920-ban és 1924-ben. Mezőgazdasági jellegét később is megőrizte, emellett lakói vászonszövéssel, pokróckészítéssel foglalkoztak. Az 1930-as években fűrészüzem és két téglagyár is működött a területén.

## Népessége
| Év:            | 1994. | 2004.    | 2014.   | 2024.    |
| -------------- | ----- | -------- | ------- | -------- |
| Emberek száma: | 706   | 780      | 803     | 884      |
| Eltérés:       |       | +10,48 % | +2,94 % | +10,08 % |

| Év:            | 2023. | 2024.   |
| -------------- | ----- | ------- |
| Emberek száma: | 874   | 884     |
| Eltérés:       |       | +1,14 % |

1910-ben 424, túlnyomórészt szlovák anyanyelvű lakosa volt.
2001-ben 776 lakosából 767 szlovák volt.
2011-ben 769 lakosából 709 szlovák volt.

## Nevezetességei
- Kápolnája a 19. század második felében épült.

## Külső hivatkozások
- Községinfó
- Felsőricsó Szlovákia térképén
- Alapinformációk
- Hricsó vára
- E-obce